# Верхотуров, Григорий Дмитриевич
Григорий Дмитриевич Верхотуров — начальник золотодобывающей драги № 116 Бодайбинского района Иркутской области, Герой Социалистического Труда (1961).

## Биография
Родился в поселении казаков из Забайкалья — Ушаково, названного в честь офицера, сплавлявшего плот с поселенцами – полковника А.М.Ушакова. Казачий поселок Ушаковский входил в Кумарский станичный округ, Амурского казачьего войска. Отец Дмитрий Верхотуров был потомственным казаком. Рано оставшись без отца, после окончания 4 классов сельской школы Гриша вынужден был пойти работать по найму у зажиточных односельчан.
В 19-летнем возрасте со старательной артелью отправился со станции Невер на золотоприиск Алдан, работал матросом на паровой драге. Работал в тресте «Якутзолото». В 1955 году был переведён на золотодобывающую драгу № 116 Бодайбинского района Иркутской области, где добился вместе со своей бригадой выдающихся успехов, за что и был удостоен в 1961 году Указом Президиума Верховного Совета СССР звания Героя Социалистического Труда с вручением ордена Ленина и золотой медали «Серп и Молот»